# Cathy O'Donnell
Cathy O'Donnell, nome artístico de Ann Steely (Siluria - atualmente Alabaster -, 6 de julho de 1923 - Los Angeles, 11 de abril de 1970), foi uma atriz estadunidense. Sua filmografia inclui títulos como Os melhores anos de nossas vidas ("The Best Years of Our Lives", 1945), Romance de uma esposa ("The Miniver Story", 1950), Chaga de fogo ("Detective Story", 1951), Um certo Capitão Lockhart ("The Man From Laramie", 1955) e Ben-Hur (1959, no papel da irmã de Ben-Hur, Tirzah), sua última atuação no cinema.
O'Donnell nasceu na antiga cidade de Siluria, que anos mais tarde seria incorporada a Alabaster, no estado do Alabama (hoje Siluria existe como um bairro do município). Ao longo de sua carreira, atuou em vários films noirs. Casou-se em 11 de abril de 1948 com o produtor Robert Wyler, irmão do consagrado diretor de cinema William Wyler, que a dirigiria em Os melhores anos de nossas vidas, Chaga de fogo e Ben-Hur.
Ela morreu prematuramente, aos 46 anos de idade, em 11 de abril de 1970, dia do 22º aniversário de seu casamento, vítima de uma hemorragia cerebral ocasionada por um câncer que a deixara em estado debilitado. Deixou viúvo Robert Wyler, que faleceria nove meses depois, aos 70 anos. O casal não teve filhos.

## Filmografia
Cinema
| Ano  | Título                      | Direção              | Papel                      | Nota(s)                                            |
| ---- | --------------------------- | -------------------- | -------------------------- | -------------------------------------------------- |
| 1945 | Wonder Man                  | H. Bruce Humberstone | extra no Nightclub         | Sem créditos                                       |
| 1946 | The Best Years of Our Lives | William Wyler        | Wilma Cameron              |                                                    |
| 1947 | Bury Me Dead                | Bernard Vorhaus      | Rusty                      |                                                    |
| 1948 | The Amazing Mr. X           | Bernard Vorhaus      | Janet Burke                |                                                    |
| 1948 | They Live by Night          | Nicholas Ray         | Catherine "Keechie" Mobley |                                                    |
| 1950 | Side Street                 | Anthony Mann         | Ellen Norson               |                                                    |
| 1950 | The Miniver Story           | H.C. Potter          | Judy Miniver               |                                                    |
| 1951 | Never Trust a Gambler       | Ralph Murphy         | Virginia Merrill           |                                                    |
| 1951 | Detective Story             | William Wyler        | Susan Carmichael           |                                                    |
| 1952 | The Woman's Angle           | Leslie Arliss        | Nina Van Rhyne             |                                                    |
| 1954 | Eight O'Clock Walk          | Lance Comfort        | Jill Manning               |                                                    |
| 1954 | Loves of Three Queens       | Edgar G. Ulmer       | Enone                      | segmento "The Face That Launched a Thousand Ships" |
| 1955 | Mad at the World            | Harry Essex          | Anne Bennett               |                                                    |
| 1955 | The Man from Laramie        | Anthony Mann         | Barbara Waggoman           |                                                    |
| 1957 | The Deerslayer              | Kurt Neumann         | Judith Hutter              |                                                    |
| 1957 | The Story of Mankind        | Irwin Allen          | Mulher cristã primitiva    |                                                    |
| 1958 | My World Dies Screaming     | Harold Daniels       | Sheila Wayne Tierney       | também conhecido Terror in the Haunted House       |
| 1959 | Ben-Hur                     | William Wyler        | Tirzah                     |                                                    |

Atuações na televisão
| Ano  | Título                      | Episódio                       | Papel           | Nota(s)                        |
| ---- | --------------------------- | ------------------------------ | --------------- | ------------------------------ |
| 1951 | Lights Out                  | To See Ourselves               |                 |                                |
| 1952 | Orient Express              | 13th Spy                       | Francine Gilman |                                |
| 1954 | The Philip Morris Playhouse | Up for Parole                  |                 |                                |
| 1954 | Center Stage                | Chivalry at Howling Creek      |                 |                                |
| 1955 | The Best of Broadway        | The Best of Broadway           | Amy Fisher      |                                |
| 1955 | Climax!                     | Flight 951                     | Mona Herbert    |                                |
| 1956 | Matinee Theater             | Greybeards and Witches         | Velna           |                                |
| 1958 | Zane Grey Theater           | Sundown at Bitter Creek        | Jennie Parsons  |                                |
| 1958 | The Californians            | Skeleton in the Closet         | Grace Adams     |                                |
| 1959 | Man Without a Gun           | Accused                        |                 |                                |
| 1960 | The Detectives              | The Trap                       | Laurie Dolan    |                                |
| 1960 | The Rebel                   | You Steal My Eyes              | Prudence Gant   |                                |
| 1960 | Tate                        | Quiet After the Storm          | Amy             |                                |
| 1960 | The Rebel                   | The Hope Chest                 | Felicity Bowman |                                |
| 1961 | Perry Mason                 | The Case of the Fickle Fortune | Norma Brooks    |                                |
| 1961 | Sugarfoot                   | Angel                          | Angel           |                                |
| 1964 | Bonanza                     | The Lila Conrad Story          | Sarah Knowles   | Última atuação de sua carreira |